# 松平濱子
松平 濱子（まつだいら はまこ、1881年11月13日 - 1967年3月16日）は、日本の教育者、歌人。学校法人関東学園の創設者である。旧姓は細谷。

## 来歴
群馬県佐波郡に生まれる。日本女子大学校（当時は専門学校）に進学し、その最初の卒業生となった。東京帝国大学が聴講生として女性の受講者を認めた際に、その最初のひとり（国文学専攻）ともなっている。
1924年、現在の東京都新宿区西新宿（当時は淀橋町）に「関東高等女学校」（のちの関東国際高等学校）を開設し、これが関東学園の始まりとなる。太平洋戦争の空襲で校舎を失ったため、1946年に館林市で「関東女子専門学校」（関東短期大学の前身）を開校した。

## 歌集
- 『折にふれて』
- 『続折にふれて』